# Мангазерка
Мангазерка — деревня в Куйбышевском районе Новосибирской области. Входит в состав Абрамовского сельсовета.

## География
Площадь деревни — 38 гектаров.

## История
В 1926 году состояла из 194 хозяйств, основное население — русские. Центр Мангазерского сельсовета Барабинского района Барабинского округа Сибирского края.

## Население
| 1926 | 2002 | 2007 | 2010 |
| ---- | ---- | ---- | ---- |
| 932  | ↘104 | ↘102 | ↘73  |

## Инфраструктура
В деревне по данным на 2007 год функционирует 1 учреждение здравоохранения.